# Montecchio Precalcino
Montecchio Precalcino är en ort och kommun i provinsen Vicenza i regionen Veneto i Italien. Kommunen hade 5 043 invånare (2018).